# Mathilde Gersby Rasmussen
Mathilde Gersby Rasmussen (født 13. december 1978 i Gentofte, død 16. september 2016 på Rigshospitalet) var en dansk børneskuespiller, primært kendt fra børne-tv-serien Da Lotte blev usynlig.
Hendes første rolle var i B&U-afdelingens serie Tiger Badiger fra 1985, instrueret af Ulla Raben. Hun har desuden været med i tv-reklamer og haft en birolle i spillefilmen Vildbassen fra 1994. Fra 2006 til 2010 læste hun til socialrådgiver.  Hun var udnævnt som "ambassadør" i lungeforeningen og var medvirkende i en film om en lungesyg mor, ligesom hun var stærk fortaler for "retten til en værdig død". Gersby led af sygdommen cystisk fibrose, som var årsagen til hendes død. Hun fik som den første dansker to gange transplanteret nye lunger i 2008 og 2011. Hun blev i foråret 2016 i medierne eksponeret som fortaler for aktiv dødshjælp, hvilket hun selv omtalte som "en værdig død", fordi hun havde haft stærke kvælningssymptomer på grund af sin begrænsede lungekapacitet. Hun døde uden brug af dødshjælp på Rigshospitalet den 16. september 2016.
Mandag den 17. oktober 2016 udsendte TV2 en dokumentar, optaget i de sidste måneder af Gersbys liv, hvor et filmhold fulgte hende med fokus på spørgsmålet om tilladelse til aktiv dødshjælp.